# نوتفلد
نوتفلد (به آلمانی: Nottfeld) یک شهر در آلمان است که در اشلسویگ-فلنسبورگ واقع شده‌است. نوتفلد  ۱۳۹ نفر جمعیت دارد.